# Rikard Magnussen
Rikard Robert Magnussen (2. april 1885 København – 26. maj 1948 sammesteds) var en dansk billedhugger.
Efter studentereksamen 1903 begyndte Magnussen at uddanne sig som billedhugger, først med en forberedende undervisning hos Elna Borch i 1904 i otte måneder, derefter elev hos Stephan Sinding og arbejdede derefter i flere perioder, Vilhelm Bissens atelier senest 1912-13.
Rikard Magnussen forfægtede indædt den naturalistiske kunsts berettigelse i en tid, hvor de modernistiske kunstretninger fik større og større indflydelse. Han var en flittig skribent og debattør. Han reagerede skarpt, da det rygtedes, at nogle museer solgte ud af gamle samlinger for at få råd og plads til "moderne" kunst.
Blandt hans værker nævnes især portrætbusten af Søren Kierkegaard.